# 켄 하워드
켄 하워드(Ken Howard, 1944년 3월 28일 ~ 2016년 3월 23일)는 미국의 배우이다.

## 출연 작품
- 드리머